# Konståret 2016

## Utställningar
- 4 juni – 18 september – Den nionde Berlinbiennalen.[1]
- Milanotriennalen återupptar sin utställningsverksamhet efter ett 30-årigt uppehåll.

## Avlidna
- 10 januari – Bård Breivik, 67, norsk skulptör.[2]
- 22 januari – Sten Dunér, 84, svensk konstnär.[3]
- 19 februari – Samuel Willenberg, 93, polsk skulptör, målare och förintelseöverlevare.[4]
- 26 februari - Knut Grane, 89, svensk grafiker och konstnär.[5]
- 14 mars – Yrjö Edelmann, 74, svensk konstnär.[6][7]
- 14 april – Malick Sidibé, 80, malisk fotograf.
- 3 maj – Carl Fredrik Reuterswärd, 81, svensk konstnär.[8][9]
- 27 maj – Raine Navin, 81, svensk textilkonstnär.[10]
- 9 augusti – Ernst Neizvestny, 91, rysk-amerikansk skulptör.[11]
- 31 oktober – Silvio Gazzaniga, 95, italiensk skulptör.
- 30 december – Tyrus Wong, 106, kinesisk-amerikansk konstnär.